# نگون‌سار قبرسی
نگون‌سار قبرسی (نام علمی: Cyclamen cyprium) نام یکی از گونه‌های سردهٔ نگون‌سار است. 
نگون‌سار قبرسی گل ملی کشور قبرس است.

## نگارخانه

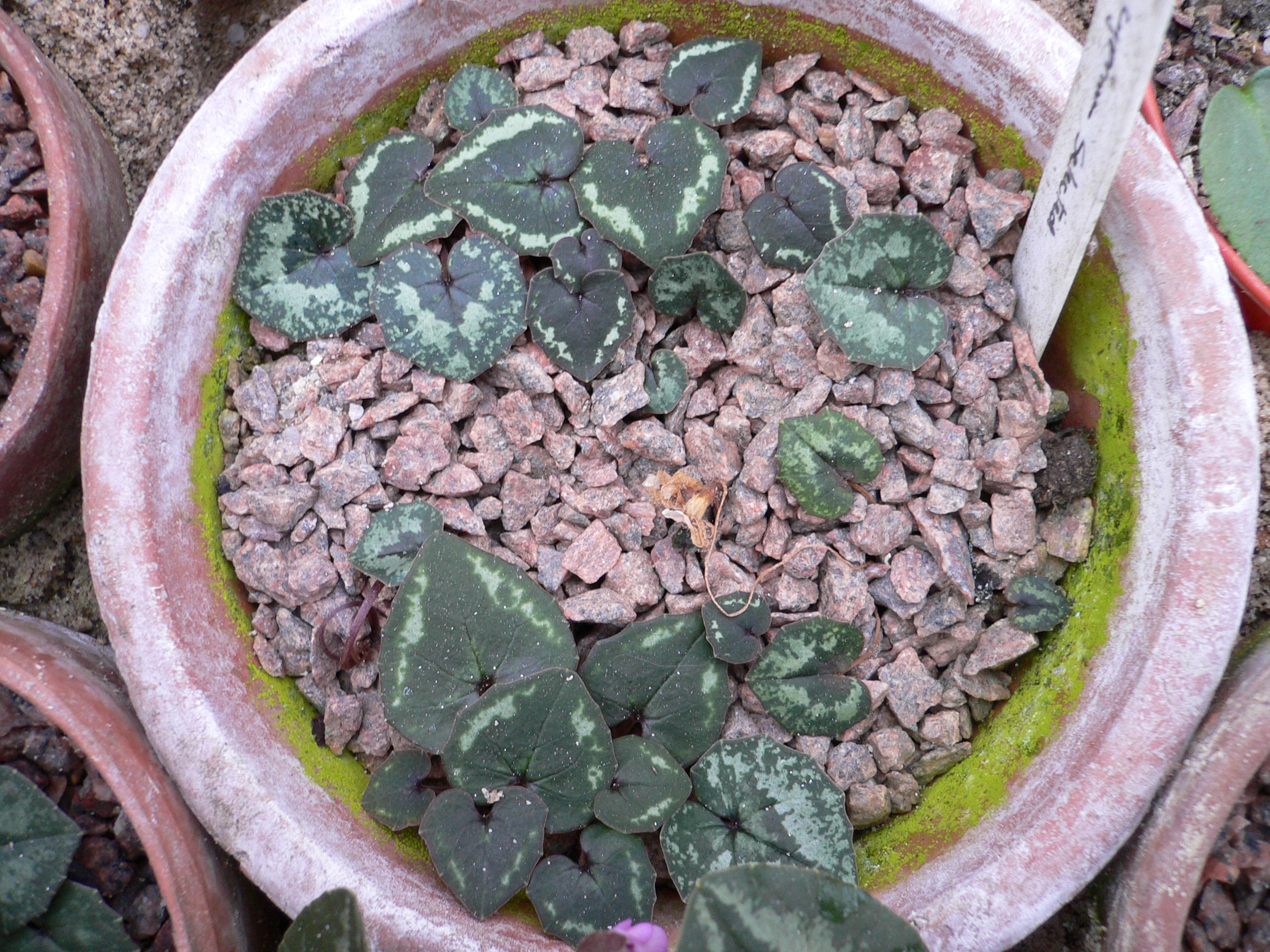